# Lactobacillus casei
Lactobacillus casei, mais conhecida pela abreviação L. casei, é uma espécie de bactéria do gênero Lactobacillus encontrados na microbiota intestinal. É uma bactéria capaz de fermentar e ter como produto o ácido lático, auxiliando na propagação de bactérias benéficas ao equilíbrio gastrointestinal, melhora a resposta imunológica, regula o trânsito gastrointestinal, aumenta o poder de absorção da lactose pelo organismo, é capaz de antagonizar
Lactobacillus, em particular, possui uma ampla faixa de pH e temperatura, e complementa o crescimento do Lactobacillus acidophilus, um produtor da enzima amilase. É conhecida também como um auxiliar na digestão e redução à intolerância à lactose e tratamento/prevenção de diarreia (não orgânica e a induzida por antibióticos).
A aplicação mais comum para o L. casei é industrial, especificamente para a produção de laticínios, sendo tipicamente a espécie dominante de "bactérias láticas não-starter" (NSLAB) presentes na cura de queijo Cheddar. Recentemente o sequenciamento genômico completo do L. casei ATCC 334 foi disponibilizado. É também a espécie dominante em olivas verde sicilianas.
Uma bebida comercial contendo a espécie L. casei da linhagem Shirota têm sido apresentada como um inibidor do crescimento de H. pylori em experimentos in vitro. Contudo, quando a mesma bebida foi consumida por humanos os mesmos acabaram contraindo uma doença intestinal,sendo esta tendência não significativa estatisticamente. Algumas linhagens de L. casei são consideradas probióticos e podem ser efetivas na prevenção de doenças gastrointestinais de origem bacteriana. de acordo com a Organização Mundial da Saúde, essas propriedades têm que ser demonstradas em cada microrganismo específico, incluindo estudos humanos clínicos, para ser considerado válido.
L.casei, L. casei DN-114001, e L. casei Shirota estão entre os mais bem documentados probióticos, tendo sido extensivamente estudados como alimentos funcionais. O nome do L. casei Shirota é uma referência ao Dr.Minoru Shirota, fundador da Yakult, e importante pesquisador microbiologista

## Bactérias do grupoLactobacillus Caseiem alimentos
Vários trabalhos propuseram que a dose mínima diária de culturas probióticas considerada terapêutica corresponde ao consumo de 100 g de produto contendo 6 a 7 log ufc/g

## Descoberta
Minoru Shirota, no Japão, por volta de 1930, focou sua pesquisa na seleção de cepas de bactérias intestinais que pudessem sobreviver à passagem através do intestino e fez uso dessas cepas para desenvolver leites fermentados para distribuição em sua clínica. Seu primeiro produto contendo Lactobacillus casei Shirota (naquela época denominado Lactobacillus acidophilus) foi a base para o estabelecimento da Yakult. relataram que a cepa Lactobacillus casei Shirota era amplamente consumida no Japão, sendo que mais de 10% da população consumia produtos contendo esse microrganismo nos anos 1970.